# 貝沼由久
貝沼 由久（かいぬま よしひさ、1956年2月6日 - ）は、日本の弁護士、実業家。ミネベアミツミ株式会社代表取締役会長。
義父はミネベア元社長・元会長の高橋高見。義叔父は元民社党衆議院議員の高橋高望。

## 来歴・人物
東京都世田谷区生まれ。
慶應義塾高等学校を経て、慶應義塾大学法学部法律学科を卒業。高校ではアメリカンフットボール部に所属。また、高校2年生の時にアメリカ合衆国ハワイ州ホノルル市にあるプナホウ・スクールへ留学。
1980年司法試験合格。1987年ハーバード大学ロースクール（LL.M.プログラム）修了。1988年ニューヨーク州弁護士資格取得。
ニューヨークで弁護士として働いた後、1988年ミネベア株式会社（現・ミネベアミツミ株式会社）入社。
事業化推進室部長、ミネベア・松下モータ株式会社社長などを経て、2009年4月代表取締役及び社長執行役員に就任、2017年6月代表取締役会長兼社長執行役員 CEO & COOに就任、2023年4月から現職。
2017年よりミツミ電機株式会社取締役会長を兼務。

## 略歴
- 1956年 - 東京都世田谷区生まれ
- 1974年 - 慶應義塾高等学校卒業
- 1978年 - 慶應義塾大学法学部法律学科卒業
- 1980年 - 司法試験合格
- 1983年 - 司法修習修了、第二東京弁護士会弁護士登録
- 1987年 - ハーバード・ロー・スクール（LL.M.）修了
- 1988年 - 米国ニューヨーク州司法試験合格
- 1988年 - ミネベア入社、取締役法務担当
- 1989年 - 米国ニューヨーク州弁護士会弁護士登録
- 2003年 - 取締役専務執行役員
- 2006年 - ミネベア・松下モータ株式会社代表取締役社長
- 2009年 - 代表取締役及び社長執行役員
- 2017年 - ミツミ電機株式会社取締役会長兼務
- 2023年 - 代表取締役会長 CEO